# 랜스 린
마이클 랜스 린(Michael Lance Lynn, 1987년 5월 12일 ~ )은 미국의 야구 선수로 내셔널 리그 세인트루이스 카디널스의 투수이다.